# Ruiloba
Ruiloba ist eine Gemeinde in der spanischen Autonomen Region Kantabrien. Diese kleine Gemeinde liegt zwischen dem Kantabrischen Meer im Norden und einer Reihe von 200 bis 300 Meter hohen Hügeln im Süden sowie zwischen den beiden Gemeinden Alfoz de Lloredo und Comillas.

## Orte
- Casasola
- Concha
- La Iglesia (Hauptort)
- Liandres
- Pando
- Ruilobuca
- Sierra
- Trasierra

## Bevölkerungsentwicklung
| 1900 | 1950 | 1981 | 1991 | 2001 | 2011 |
| ---- | ---- | ---- | ---- | ---- | ---- |
| 1048 | 1098 | 797  | 740  | 771  | 803  |